# Brachypogon corniger
Brachypogon corniger är en tvåvingeart som beskrevs av Debenham 1991. Brachypogon corniger ingår i släktet Brachypogon och familjen svidknott. Inga underarter finns listade i Catalogue of Life.